# ماهنامه راه و ساختمان
ماهنامهٔ فنی مهندسی راه و ساختمان یکی از ماهنامه‌های فارسی و انگلیسی زبان منتشره در تهران در زمینه مسائل رشته عمران است.

## شناسنامهٔ نشریه
- شماره استاندارد بین‌المللی نشریات: 6166-1728
- دورهٔ انتشار: ماهنامه
- صاحب امتیاز و مدیر مسوول: مهندس پوریا مهدوی
- سردبیر: مهندس محمدرضا رنجبر

## هیئت تحریریه
دکتر مهدی زارع، دکتر سیدمهدی زهرایی، دکتر مازیار حسینی، دکتر نادعلی رمضانپور، دکتر محمد حسن رامشت، دکتر جواد برنجیان، دکتر سعید غفرانی، دکتر علی خیرالدین، دکتر سید مرتضی مرندی، دکتر عباسعلی شاهرودی، دکتر منوچهر بهرویان، دکتر مهناز امیراحمدی، دکتر غلامحسین مجتهدزاده، مهندس محمدرضا واسع ، مهندس مهدی وجودی، مهندس حسن قربان کریمی، مهندس احمد واقفی  ، مهندس ابراهیم زاده سپاسگزار، مهندس نیما امینیان

## همکاران و مشاوران تحریریه و مقالات
دکتر اردکانیان، دکتر عطارنژاد، مهندس منوچهر شیبانی اصل، مهندس رضا منتظری، انجمن بتن ایران، مرکز مدیریت بحران تهران، پژوهشگاه بین‌المللی زلزله و زلزله شناسی، سازمان نظام مهندسی استان تهران، انجمن کنترل کیفیت ساختمان، انجمن تونل ایران، دفتر همکاری‌های فن آوری ریاست جمهوری، جمعیت کاهش خطرات زلزله ایران، شهرداری بم، سازمان نظام مهندسی استان مازندران، کانون مهندسین ساری، دبیرخانه کنگره ملی عمران، معاونت فنی وزارت کشور، انجمن جوش و آزمایش‌های غیر مخرب. 
خیابان سپاه، خیابان زیبا، پلاک 43
- وب‌گاه:

## منبع
- [پیوند مرده]